# Wapen van Mauritius

Wapen van Mauritius

Het wapen van Mauritius werd op 25 augustus 1906 ingevoerd door de Britse koning Eduard VII van het Verenigd Koninkrijk.

## Beschrijving
Het schild op het wapen bestaat uit vier gedeelten. Het vlak rechtsboven (linksboven op de afbeelding) en linksonder heeft een blauwe achtergrond en de andere twee een gele achtergrond. In het vlak rechtsboven staat een gouden schip afgebeeld. Daarnaast staan drie groene palmbomen en op het derde vlak een verbeelding van een berg met een ster erboven. In het laatste vlak staat een sleutel verticaal afgebeeld.
Schildhoofd aan de rechterzijde (linkerzijde van de afbeelding) is een dodo en aan de andere zijde een sambar. Zij hebben beide een tak van suikerriet tussen hun poten. De dieren staan op een band waarop de Latijnse tekst staat: stella clavisque maris indici (Ster en sleutel van de Indische Oceaan).

## Symboliek
Het schip op het schild staat voor de kolonisatie van het eiland door de tijd heen door de Portugezen, Nederlanders, Fransen en Britten. De drie palmbomen staan voor de tropische vegetatie, evenals voor het aantal eilanden dat Mauritius kent. De sleutel en ster staan voor de strategische ligging van het land voor de kust van het Afrikaanse continent. De dodo en sambar staat voor de fauna op het eiland. De dodo is echter al uitgestorven.
Op de wit-zilveren kleur na, komen alle kleuren die gebruikt zijn in het wapen, terug in de vlag van Mauritius.
Algerije · Angola · Benin · Botswana · Burkina Faso · Burundi · Centraal-Afrikaanse Republiek · Comoren · Congo-Brazzaville · Congo-Kinshasa · Djibouti · Egypte · Equatoriaal-Guinea · Eritrea · Ethiopië · Gabon · Gambia · Ghana · Guinee · Guinee-Bissau · Ivoorkust · Kaapverdië · Kameroen · Kenia · Lesotho · Liberia · Libië · Madagaskar · Malawi · Mali · Marokko · Mauritanië · Mauritius · Mozambique · Namibië · Niger · Nigeria · Oeganda · Rwanda · Sao Tomé en Principe · Senegal · Seychellen · Sierra Leone · Soedan · Somalië · Swaziland · Tanzania · Togo · Tsjaad · Tunesië · Westelijke Sahara · Zambia · Zimbabwe · Zuid-Afrika · Zuid-Soedan
Afhankelijke gebieden:
Brits Territorium in de Indische Oceaan · Canarische Eilanden · Ceuta · Melilla · Madeira · Mayotte · Réunion · Sint-Helena · Tristan da Cunha